# 高正云
高 正云（コ・ジョンウン、고정운、1966年6月27日 - ）は、韓国の元同国代表サッカー選手、サッカー指導者。アグレッシブなプレースタイルから赤兎馬（チョクトマ）の愛称で知られた。

## 選手経歴
1989年、天安一和天馬に入団し、同年の韓国リーグ新人王を獲得、1994年にはMVPを獲得。1994年のワールドカップUSA大会では韓国代表の背番号10を背負って出場した。大会後にドイツのクラブからオファーを受けたが移籍は実現せず、その後もスイスとイングランドのクラブからのオファーがあったが移籍は実現しなかった。スピード溢れるプレーを売りしたKリーグのスター選手で、セレッソ大阪移籍前はKリーグ一番の高給取りの選手であった。
それ以前にもセレッソ大阪入りが報じられ、本人もプレーしたいと話していたが、1997年、Jリーグのへ移籍、KリーグからJリーグに進出した初の選手だった。それまでも盧廷潤など若手韓国人選手の日本進出はあったが、高正云のようなトップクラスの選手の移籍は例がなく、後の洪明甫や崔龍洙のJリーグクラブ移籍への流れをつくった。1997年の開幕戦、4月12日の名古屋グランパスエイト戦でリーグ戦デビュー、初ゴールも決めた。
C大阪では、外国人枠の制限や、韓国代表への招集でチームを離れる事が多く、準レギュラーという立場にとどまった。1998年途中に浦項スティーラースへ期限付き移籍、1999年からは完全移籍し、2000年に引退した。

## 指導者経歴
全南ドラゴンズやFCソウルなどのコーチを経て、2018年にKリーグ2のFC安養監督に就任。
2020年、Kリーグ入りを目指す金浦FC監督に就任。Kリーグ参入が事実上決定した2021年にはK3リーグ優勝に導く。さらにKリーグ参入2年目の2023年にはKリーグ2で3位となり昇格プレーオフを勝ち上がってKリーグ1クラブとの入れ替え戦に挑む躍進を果たした。ただし、入れ替え戦では同じく元セレッソ大阪選手であった尹晶煥率いる江原FCに接戦の末敗れてKリーグ1昇格はならなかった。また、2024年は韓国FAカップラウンド16で全北現代モータースを下し、ベスト8に進出した。

## 所属クラブ
- 建国大学校
- 1989年-1996年  一和天馬 / 天安一和天馬
- 1997年-1998年  セレッソ大阪
- 1998年-2001年  浦項スティーラース

## 個人成績
| 国内大会個人成績 | 国内大会個人成績 | 国内大会個人成績 | 国内大会個人成績 | 国内大会個人成績 | 国内大会個人成績 | 国内大会個人成績 | 国内大会個人成績 | 国内大会個人成績 | 国内大会個人成績 | 国内大会個人成績 | 国内大会個人成績 |
| 年度             | クラブ           | 背番号           | リーグ           | リーグ戦         | リーグ戦         | リーグ杯         | リーグ杯         | オープン杯       | オープン杯       | 期間通算         | 期間通算         |
| 年度             | クラブ           | 背番号           | リーグ           | 出場             | 得点             | 出場             | 得点             | 出場             | 得点             | 出場             | 得点             |
| 日本             | 日本             | 日本             | 日本             | リーグ戦         | リーグ戦         | リーグ杯         | リーグ杯         | 天皇杯           | 天皇杯           | 期間通算         | 期間通算         |
| ---------------- | ---------------- | ---------------- | ---------------- | ---------------- | ---------------- | ---------------- | ---------------- | ---------------- | ---------------- | ---------------- | ---------------- |
| 1997             | C大阪            | 11               | J                | 17               | 3                | 5                | 3                |                  |                  |                  |                  |
| 1998             | C大阪            | 11               | J                | 12               | 0                | 2                | 0                |                  |                  |                  |                  |
| 通算             | 日本             | 日本             | J                | 29               | 3                | 7                | 3                |                  |                  |                  |                  |
| 総通算           | 総通算           | 総通算           | 総通算           | 29               | 3                | 7                | 3                |                  |                  |                  |                  |

## 代表歴
- 韓国オリンピック代表
  - 1988年 ソウルオリンピック
- 韓国代表
  - 1994年 FIFAワールドカップ
  - 1996年 AFCアジアカップ

### 試合数
- 国際Aマッチ 79試合 11得点（1988年-1997年）[4]

| 韓国代表 | 国際Aマッチ | 国際Aマッチ |
| 年       | 出場        | 得点        |
| -------- | ----------- | ----------- |
| 1988     | 3           | 1           |
| 1989     | 2           | 0           |
| 1990     | 9           | 2           |
| 1991     | 6           | 1           |
| 1992     | 4           | 0           |
| 1993     | 8           | 2           |
| 1994     | 17          | 2           |
| 1995     | 7           | 0           |
| 1996     | 12          | 2           |
| 1997     | 11          | 1           |
| 通算     | 79          | 11          |

## 指導歴
- 2003年  鮮文大学校
- 2004年  全南ドラゴンズ（コーチ）
- 2005年-2006年  FCソウル（コーチ）
- 2008年  城南一和天馬（コーチ）
- 2010年-2011年  豊生高等学校（朝鮮語版）
- 2018年  FC安養
- 2020年-  金浦FC

## 私生活
- 2024年時点で安山グリナースFCに在籍しているプロサッカー選手の高態規（朝鮮語版）は息子。
- 金浦監督になってからは休みなく働いていたが、2024年シーズン終了後は2泊3日の休暇を与えられ、選手時代にセレッソ大阪で過ごした大阪に旅行している[3]。